# Risoba diplogramma
Risoba diplogramma är en fjärilsart som beskrevs av George Francis Hampson 1912. Risoba diplogramma ingår i släktet Risoba och familjen trågspinnare. Inga underarter finns listade.